# Eighties
Eighties – utwór grupy Killing Joke wydany formie singla w 1984 roku. W 1985 piosenka ukazała się na albumie Night Time.

## Tematyka
Piosenka „Eighties” opowiada o latach osiemdziesiątych XX wieku. Na teledysku oprócz muzyków pojawiły się nagrania przedstawiające najważniejszych przywódców politycznych tego okresu (premier Wielkiej Brytanii Margaret Thatcher, prezydenta Stanów Zjednoczonych Ronalda Reagana, sekretarzy generalnego KPZR Leonida Breżniewa i Konstantina Czernienko, prezydenta Egiptu Anwar as-Sadata, papieża Jana Pawła II, przywódcę Iranu Ruhollaha Chomejnigo) jak i zjawiska omawiane powszechnie w latach 80. (zagrożenie wojną atomową, kulturystyka, subkultura punków).

## Plagiat Nirvany
Znany riff Geordiego Walkera wykorzystał zespół Nirvana w piosence „Come as You Are” z 1991. Killing Joke złożył pozew do sądu, oskarżając Nirvanę o plagiat. Do pozwu dołączono dwa raporty muzykologów, którzy doszukali się podobieństwa obu piosenek. Killing Joke wkrótce wycofał wniosek po samobójczej śmierci Kurta Cobaina. Niektóre źródła podają, że Killing Joke nigdy nie złożyło wniosku oskarżającego Nirvanę o naruszenie praw autorskich, gdy oskarżono muzyków o plagiat riffu z piosenki „Life goes on” zespołu The Damned wydanego w 1982 roku.

## Wykonawcy
- Jaz Coleman – śpiew
- Kevin „Geordie” Walker – gitara
- Paul Raven – gitara basowa
- Paul Ferguson – perkusja, śpiew